# Hardin County, Illinois
Hardin County är ett administrativt område i delstaten Illinois i USA, med 4 320 invånare.  Den administrativa huvudorten (county seat) är Elizabethtown.
Countyt är döpt efter John Hardin.

## Politik
Hardin County tenderar att rösta på republikanerna i politiska val.
Republikanernas kandidat har vunnit countyt i samtliga presidentval sedan valet 1904 utom vid fem tillfällen: 1932, 1964, 1976, 1992 och 1996. I valet 2016 vann republikanernas kandidat med 77 procent av rösterna mot 19,6 för demokraternas kandidat, vilket är den genom tiderna största segern i countyt för en kandidat.

## Geografi
Enligt United States Census Bureau har countyt en total area på 470 km². 462 km² av den arean är land och 8 km² är vatten.

### Angränsande countyn
- Gallatin County - nord
- Union County, Kentucky - öst
- Crittenden County, Kentucky - öst
- Livingston County, Kentucky - sydväst
- Pope County - väst
- Saline County - nordväst